# Шелдоис
Шелдоис — река в России, протекает по Бессоновскому району Пензенской области. Длина реки составляет 20 км. Площадь водосборного бассейна — 106 км².
Начинается к северу от села Мастиновка. Течёт в восточном направлении через Блохино, Степное Полеологово, Бардинку. Впадает в Суру в районном центре Бессоновка. Около Степного Полеологова на реке - крупный пруд.

## Данные водного реестра
По данным государственного водного реестра России относится к Верхневолжскому бассейновому округу, водохозяйственный участок реки — Сура от Сурского гидроузла и до устья реки Алатырь, речной подбассейн реки — Сура. Речной бассейн реки — (Верхняя) Волга до Куйбышевского водохранилища (без бассейна Оки).
Код объекта в государственном водном реестре — 08010500312110000036050.